# Шпирны
Шпирны (укр. Шпирни) — село, Корниенковский сельский совет, Великобагачанский район, Полтавская область, Украина.
Код КОАТУУ — 5320281807. Население по переписи 2001 года составляло 6 человек.

## Географическое положение
Село Шпирны находится на расстоянии до 1,5 км от сёл Корниенки, Ракита и Цикалы. По селу протекает пересыхающий ручей с запрудой. Рядом проходит автомобильная дорога Т-1717.